# Oostelijke zakspin
De oostelijke zakspin (Clubiona germanica) is een spinnensoort in de taxonomische indeling van de struikzakspinnen (Clubionidae).
Het dier behoort tot het geslacht Clubiona. De wetenschappelijke naam van de soort werd voor het eerst geldig gepubliceerd in 1871 door Tord Tamerlan Teodor Thorell.